# Raffay Zoltán
Raffay Zoltán (Pécs, 1971. augusztus 25. –) magyar geográfus, egyetemi tanár. A Magyar Tudományos Akadémia Köztestületi, a Magyar Közgazdasági Társaság, a Magyar Földrajzi Társaság és a Magyar Regionális Tudományi Társaság tagja.
Kutatási területe a szolgáltatások szerepe a területi fejlődésben.

## Életpályája
1994-ben diplomázott a Janus Pannonius Tudományegyetem Természettudományi Karán földrajz-angol szakos középiskolai tanárként, illetve idegenforgalmi menedzserként. 1994–1997 között a Magyar Tudományos Akadémia Regionális Kutatások Központja Dunántúli Tudományos Intézet tudományos segédmunkatársa, 1997–2007 között tudományos munkatársa volt. 1997-ben közgazdasági szakokleveles marketing menedzser képesítést szerzett a Janus Pannonius Tudományegyetem Közgazdaságtudományi Karán.
2004-ben PhD. fokozatot szerzett a Pécsi Tudományegyetem Közgazdaságtudományi Kar Regionális Politika és Gazdaságtani Doktori Iskolájában. 2007–2011 között a Dunaújvárosi Főiskola főiskolai docense volt.
2011 óta a Pécsi Tudományegyetem oktatója. 2011–2012 között a Pécsi Tudományegyetem Közgazdaságtudományi Kar főiskolai docense és megbízott intézetigazgatója volt. 2012–2015 között a Pécsi Tudományegyetem Illyés Gyula Karának főiskolai docense volt. 2015–2019 között a Pécsi Tudományegyetem Közgazdaságtudományi Karának egyetemi adjunktusa, 2019-től habilitált egyetemi docense. 2018-ban habilitált a Pécsi Tudományegyetem Természettudományi Kar Földtudományi Doktori Iskolájában.

## Művei
- A gazdasági fejlesztés és környezeti tervezés egyensúlya a turizmus területén a vidék Európájában: Gyakorlati útmutató. Görögország, Svédország, Magyarország, Románia (2003)
- Délkelet-Európa: Államhatárok, határon átnyúló kapcsolatok, térstruktúrák (2007)
- A Balaton-régió fejlesztése. Development issues of the Balaton Region (2007)
- Generációk a turizmusban. I. Nemzetközi Turizmusmarketing Konferencia: Absztraktkötet (2018)
- Turizmus: a magyar lakosság turizmussal kapcsolatos beállítódása generációs szemléletű vizsgálattal – országosan reprezentatív személyes (n=2001) és online (n=1085) megkérdezés, fókuszcsoportos viták eredményei (2018)
- Turizmus, fogyasztás, generációk. II. Nemzetközi Turizmusmarketing Konferencia: Absztraktkötet (2019)
- Turizmus, fogyasztás, generációk: II. Nemzetközi Turizmus Konferencia: Tanulmánykötet (2019)
- A vendéglátás jövője (2020)
- Kreativitás, változás, reziliencia: III. Nemzetközi Turizmusmarketing Konferencia. Absztraktkötet (2020)
- Turisztikai fogyasztási szokások vizsgálata a fogyatékossággal élők körében (2021)
- Turizmus 4.0: Reziliencia, adaptáció, taplraállás és újraindulás. Absztraktkötet (2021)
- Utazástudomány: akadálymentességi dimenziók (2023-2024)
- A hazai fogyatékossággal élők utazási szokásainak és az akadálymentes turizmus Magyarországi helyzetének feltáró elemzése: Kutatási összefoglaló (2024)

## Díjai
- Akadémiai Ifjúsági Díj (2004)[3]
- Bolyai János Kutatási Ösztöndíj (2005-2007)